# F.B.I. - Agenti in sottoveste
F.B.I. - Agenti in sottoveste (Feds) è una commedia statunitense del 1988 scritta e diretta da Dan Goldberg e interpretata da Rebecca De Mornay e Mary Gross. La trama segue due donne, l'ex marine Ellie e la laureata Janis, che mirano a diventare agenti dell'FBI iscrivendosi al centro di addestramento di Quantico.

## Trama
Ellie DeWitt è una veterana della Marina degli Stati Uniti che vuole diventare un agente dell'FBI. Tuttavia, sebbene abbia grandi capacità fisiche, fatica a livello accademico. Al contrario, la sua coinquilina Janis Zuckerman è molto intelligente, ma fisicamente molto debole. Nonostante gli ostacoli delle reclute maschi nei loro confronti, Ellie e Janis si uniscono per aiutarsi a vicenda durante l'addestramento di base, in modo che possano diventare entrambe agenti federali.
Unendo le forze affrontano la simulazione pratica finale, falsificando (male) la firma dell'istruttore per scoprire l'ubicazione dell'ostaggio. Usano anche la loro radio per indurre in errore gli altri agenti in una palude per assicurarsi che non trovino prima l'ostaggio.
Le due alla fine si laureano con lode e nella scena dei titoli di coda, sia Ellie che Janis vengono assegnate come partner all'ufficio di Los Angeles.

## Produzione
Dan Goldberg e Len Blum, gli sceneggiatori di Polpette e Stripes, avevano originariamente pianificato di realizzare un film sui "ragazzi dell'accademia dell'FBI pazzi per il sesso". Quando non riuscirono ad ingaggiare le stelle dei film di Ivan Reitman, Bill Murray o Dan Aykroyd, la coppia cambiò la storia a metà sceneggiatura in un film incentrato sulle donne.
Il film è stato realizzato durante un ciclo di commedie poliziesche americane uscito dopo il successo al botteghino di Scuola di polizia (1984). Questi film includevano i sequel di Scuola di polizia, Night Patrol (1984), Moving Violations (1985), Un poliziotto fuori di testa (1986) e Hollywood Vice Squad (1986).

## Critica
F.B.I. - Agenti in sottoveste (Feds) ha ricevuto recensioni contrastanti dalla critica. Michael Wilmington del Los Angeles Times ha scritto: "Le star - De Mornay con i suoi muscoli e Gross con il suo cervello - vanno abbastanza bene da far funzionare questa stupida idea. Ma Blum e Goldberg non danno loro molto di più della solita parata di farsa elefantina, umorismo grottesco di attualità, allusioni sessuali e morsi sonori da rockettari". Rita Kempley del The Washington Post ha scritto negativamente del film e ha detto che De Mornay e Gross "recitano parti scritte male e stranamente reazionarie". Time Out ha detto, "il regista Goldberg sembra incerto se dovesse mirare ad uno slapstick oppure ad un serio docu-drama sul sessismo nell'FBI".
Andi Zeisler della rivista Bitch ha sottolineato che Feds è stato il primo film di poliziotte amiche quando i critici, scrivendo della commedia del 2013 The Heat, l'hanno erroneamente definito il primo film in assoluto sulle poliziotte amiche.

## Home Media
F.B.I. - Agenti in sottoveste (Feds) è stato distribuito in DVD dalla Warner Bros. il 7 luglio 2010.